# Otholobium acuminatum
Otholobium acuminatum är en ärtväxtart som först beskrevs av Jean-Baptiste de Lamarck, och fick sitt nu gällande namn av Charles Howard Stirton. Otholobium acuminatum ingår i släktet Otholobium och familjen ärtväxter. Inga underarter finns listade i Catalogue of Life.